# Euphoria (djur)
För andra betydelser, se Euphoria.
Euphoria är ett släkte av skalbaggar. Euphoria ingår i familjen Cetoniidae.

## Dottertaxa tillEuphoria, i alfabetisk ordning[1]
- Euphoria abronea
- Euphoria acerba
- Euphoria anneae
- Euphoria areata
- Euphoria atra
- Euphoria avita
- Euphoria basalis
- Euphoria biguttata
- Euphoria bispinis
- Euphoria bivittata
- Euphoria boliviensis
- Euphoria candezei
- Euphoria canescens
- Euphoria casselberryi
- Euphoria chontalensis
- Euphoria devulsa
- Euphoria dimidiata
- Euphoria discicollis
- Euphoria exima
- Euphoria fascifera
- Euphoria fulgida
- Euphoria fulveola
- Euphoria geminata
- Euphoria hera
- Euphoria herbacea
- Euphoria hirtipes
- Euphoria histrionica
- Euphoria hoffmannae
- Euphoria humilis
- Euphoria inda
- Euphoria insignis
- Euphoria iridescens
- Euphoria kerni
- Euphoria leprosa
- Euphoria lesueuri
- Euphoria leucopyge
- Euphoria lineoligera
- Euphoria lurida
- Euphoria melancholica
- Euphoria monticola
- Euphoria mystica
- Euphoria pilipennis
- Euphoria precaria
- Euphoria pulchella
- Euphoria quadricollis
- Euphoria schotti
- Euphoria sepulcralis
- Euphoria solidula
- Euphoria steinheili
- Euphoria subguttata
- Euphoria submaculosa
- Euphoria subtomentosa
- Euphoria trivittata
- Euphoria vazquezae
- Euphoria verticalis
- Euphoria westermanni

## Bildgalleri

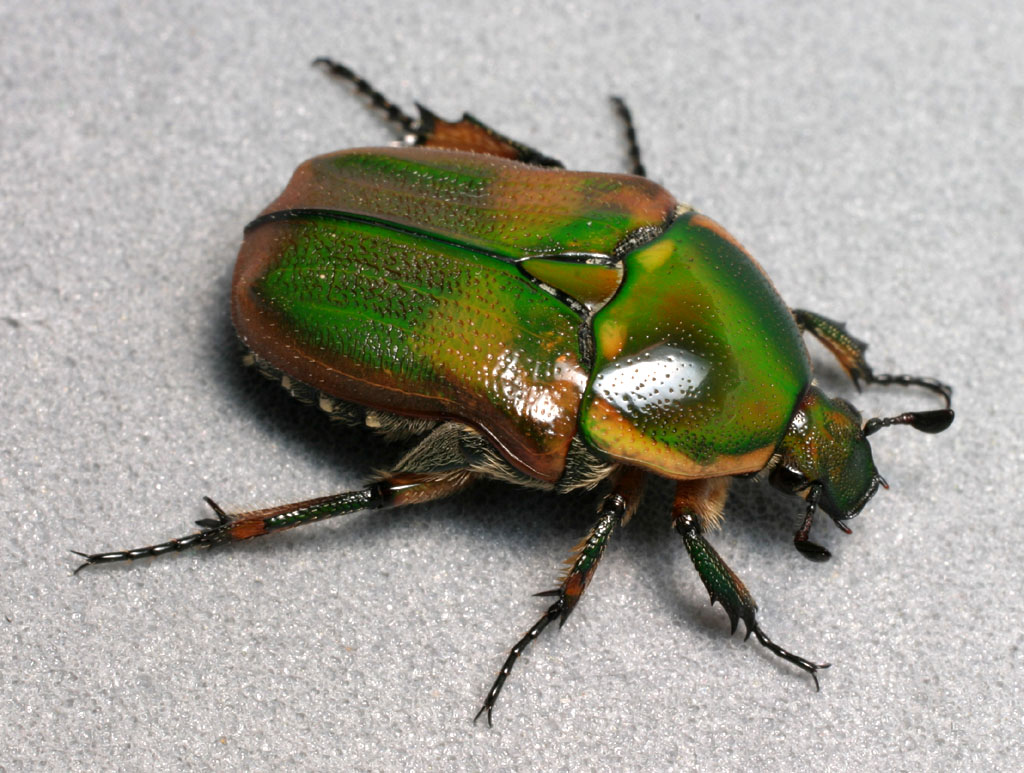
Euphoria fulgida
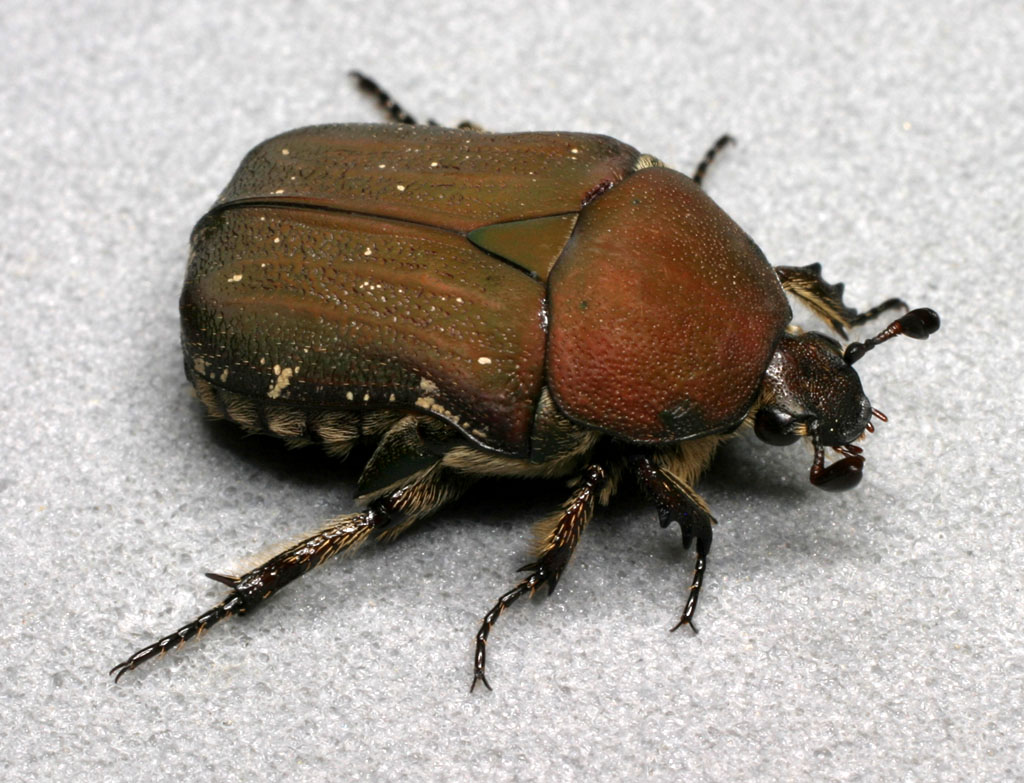
Euphoria herbacea